# Ouidah II
Ne doit pas être confondu avec Ouidah I, Ouidah III ou Ouidah IV.
Ouidah II est l'un des dix arrondissements de la commune de Ouidah dans le département de l'Atlantique au Bénin,.

## Géographie
Ouidah II est situé au Sud-Ouest du Bénin et compte 9 quartiers que sont,: 
1. Ahouandjigo
2. Ganvè
3. Gbèna-Nord
4. Gbèna-Sud
5. Gbéto-Nord
6. Gbéto-Sud
7. Houédjèdo
8. Lèbou Campto
9. Lèbou Alafia

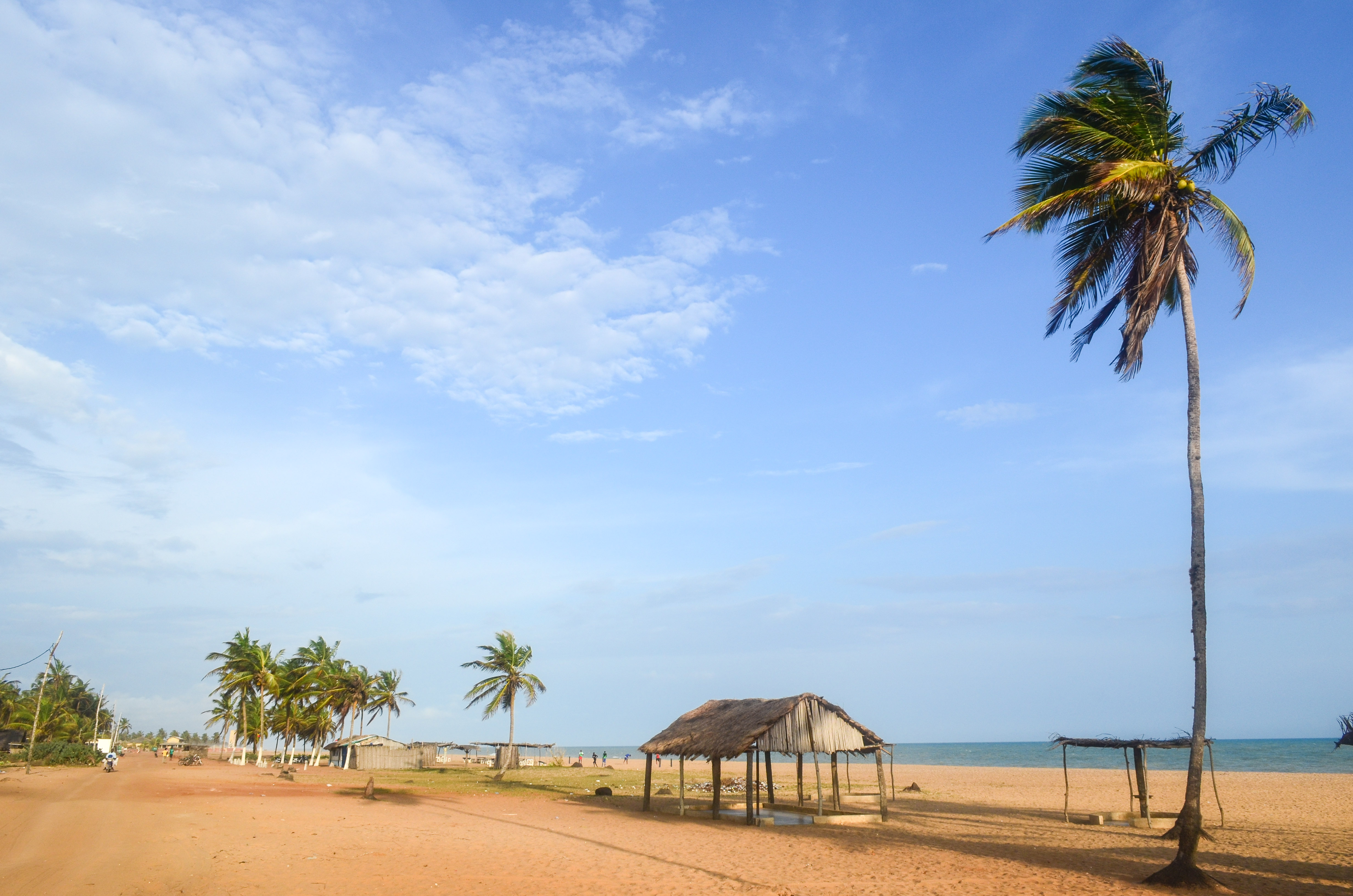
Plage de Ouidah.
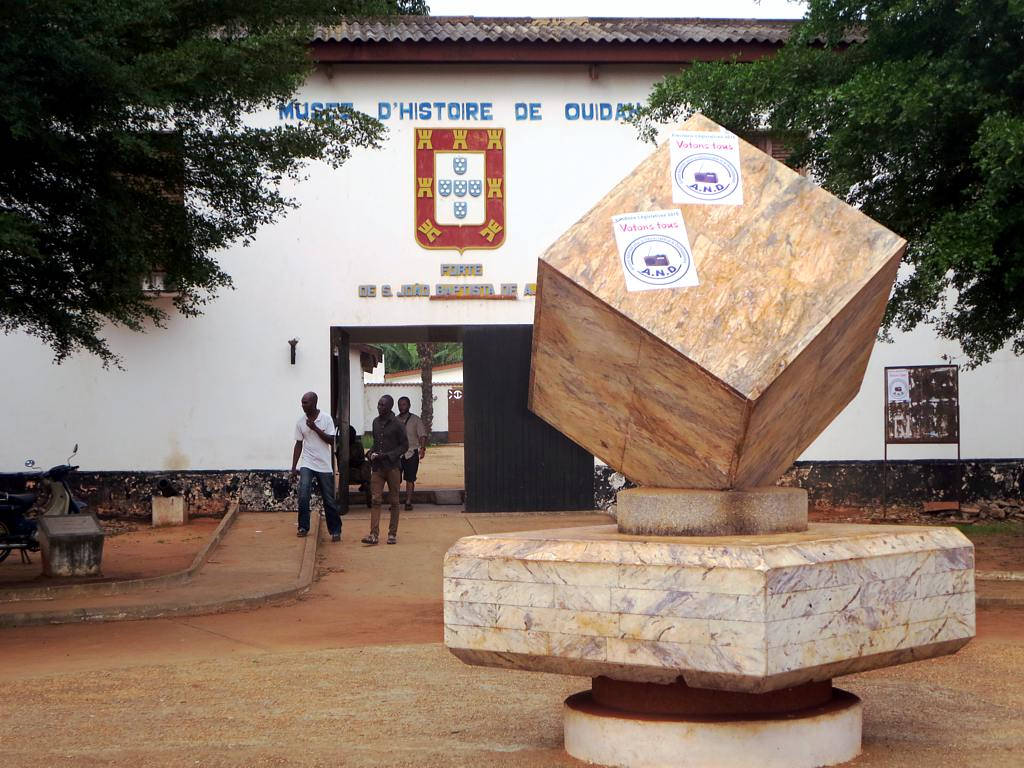
Musée de Ouidah.

## Démographie
Selon le recensement de la population de 2013 conduit par l'Institut national de la statistique et de l'analyse économique (INSAE), Ouidah II compte 3364 ménages avec 13 710 habitants,.